# Laura Haddock
Laura Jane Haddock (Hatfield, 1985. augusztus 21. –) brit színésznő.
Legismertebb alakítása Zoë Walker a White Lines – Totál szívás Ibizán című sorozatban. A Honest című sorozatban is szerepelt.

## Fiatalkora
Enfieldben született. Édesanyja reflexológus, édesapja és üzletember. Harpendenben nőtt fel, ahol a St George's Schoolba járt. 17 évesen otthagyta az iskolát, és Londonba költözött, hogy színészetet tanuljon. A chiswicki Arts Educational Schoolban tanult.

## Pályafutása
Első szerepe a Comedy Showcase című sorozatban volt 2007-ben. 2009 és 2011 között a Hogy ne éld az életed című filmben szerepelt. 2011-ben szerepelt a Válaszcsapás című sorozatban. 2013 és 2015 között szerepelt a Da Vinci démonai című sorozatban.

## Magánélete
2013 júliusában házasodott össze Sam Claflin színésszel, miután két évig jártak. Egy 2015-ben született fiuk és egy 2018-ban született lányuk van. 2019. augusztus 20-án Haddock és Claflin bejelentették a különválásukat.

## Filmográfia

### Filmek
| Év   | Magyar cím                           | Eredeti cím                        | Szerep          | Magyar hang     |
| ---- | ------------------------------------ | ---------------------------------- | --------------- | --------------- |
| 2011 | Amerika Kapitány: Az első bosszúálló | Captain America: The First Avenger | autogramkereső  |                 |
| 2011 | Kamaszok kalamajkái Krétán           | The Inbetweeners Movie             | Alison          |                 |
| 2012 |                                      | Storage 24                         | Nikki           |                 |
| 2012 |                                      | House Cocktail                     | szépség         |                 |
| 2014 | A galaxis őrzői                      | Guardians of the Galaxy            | Meredith Quill  | Balsai Móni     |
| 2014 |                                      | A Wonderful Christmas Time         | Cherie          |                 |
| 2015 | SuperBob                             | SuperBob                           | June            | Bánfalvi Eszter |
| 2017 | A galaxis őrzői vol. 2.              | Guardians of the Galaxy Vol. 2     | Meredith Quill  | Farkasházi Réka |
| 2017 | Transformers: Az utolsó lovag        | Transformers: The Last Knight      | Viviane Wembly  | Peller Anna     |
| 2022 | Downton Abbey: Egy új korszak        | Downton Abbey: A New Era           | Myrna Dalgleish | Jordán Adél     |
| 2022 |                                      | Hill of Vision                     | Lucy Ramberg    |                 |
| 2024 | Dúvad                                | Damaged                            | Marie Boyd      | Farkasházi Réka |

### Televíziós szerepek
| Év        | Magyar cím                        | Eredeti cím               | Szerep                          | Megjegyzések                            |
| --------- | --------------------------------- | ------------------------- | ------------------------------- | --------------------------------------- |
| 2007      | Az én kis családom                | My Family                 | Melanie                         | 1 epizód                                |
| 2007      |                                   | Comedy Showcase           | Nicky                           | 1. epizód                               |
| 2007      | A mágia színe                     | The Colour of Magic       | Bethan                          | minisorozat                             |
| 2008      | Agatha Christie: Marple           | Agatha Christie's Marple  | Miss Grosvenor                  | 1 epizód                                |
| 2008      |                                   | Honest                    | Kacie Carter                    | főszereplő                              |
| 2008      |                                   | The Palace                | Lady Arabella Worthesley Wolsey | 2 epizód                                |
| 2009      |                                   | Monday Monday             | Natasha                         | főszereplő                              |
| 2009–2011 | Hogy ne éld az életed             | How Not to Live Your Life | Samantha                        | főszereplő                              |
| 2011      | Válaszcsapás                      | Strike Back               | Dr. Clare Somersby              | 2 epizód                                |
| 2011      |                                   | Rage of the Yeti          | Ashley                          | tévéfilm                                |
| 2012      | Ház az Eaton Place-en             | Upstairs Downstairs       | Beryl Ballard                   | főszereplő                              |
| 2012      | Missing – Elrabolva               | Missing                   | Susan Grantham                  | 2 epizód                                |
| 2013      |                                   | Dancing on the Edge       | Josephine                       | 1 epizód                                |
| 2013–2015 | Da Vinci démonai                  | Da Vinci's Demons         | Lucrezia Donati                 | főszereplő magyar hangja Pálmai Anna    |
| 2014      |                                   | Ripper Street             | Lady Vera                       | 1 epizód                                |
| 2015      | Luther                            | Luther                    | Megan Cantor                    | 2 epizód                                |
| 2016      | Muskétások                        | The Musketeers            | Pauline                         | 1 epizód magyar hangja Mórocz Adrienn   |
| 2016      |                                   | The Level                 | Hayley Svrcek                   | főszereplő                              |
| 2019      |                                   | The Capture               | Hannah Roberts                  | mellékszereplő                          |
| 2020      | White Lines – Totál szívás Ibizán | White Lines               | Zoe Walker                      | főszereplő magyar hangja Mórocz Adrienn |
| 2022      | Megzsarolva                       | The Recruit               | Max Meladze                     | 8 epizód magyar hangja Bognár Anna      |